# Wolfgang Zessin
Wolfgang Zessin (* 14. März 1948 in Klinken) ist ein deutscher Physiker, Zoologe und Politiker (CDU).

## Leben und Beruf
Nach Besuch der Polytechnischen Oberschule absolvierte Zessin eine Ausbildung zum Maurer an der Erweiterten Oberschule in Parchim, wo er das Abitur machte. Anschließend nahm er ein Studium der Physik an der Universität Rostock auf, das er 1971 mit dem Diplom abschloss. Er arbeitete von 1973 bis 1976 als wissenschaftlicher Mitarbeiter im VEB Wasserversorgung und Abwasserbehandlung Karl-Marx-Stadt (seit 1990 wieder Chemnitz), von 1976 bis 1983 als Rationalisierungsingenieur und von 1983 bis 1988 als Leiter eines Emaillierlabors in Schwerin. 1986 wurde er mit einer Arbeit über fossile Heuschrecken an der Humboldt-Universität zum Dr. rer. nat. promoviert und war von 1988 bis 1990 als wissenschaftlicher Mitarbeiter und von 1994 bis 2011 als stellvertretender Direktor am Zoo Schwerin tätig.
Seit 1978 leitet Zessin die Fachgruppe Geologie beim Kulturbund Schwerin, seit 1980 den Bezirksfachausschuss Geowissenschaften beim Kulturbund der DDR (seit 1990 Kulturbund e.V.), von 1990 bis 2011 die Sektion Westmecklenburg der Gesellschaft für Geschiebekunde. 1991 wurde Zessin zum Stellvertretenden Landesvorsitzenden der Paneuropa-Union Mecklenburg-Vorpommern gewählt. Seit 2014 ist er Vorsitzender des VDA-Landesverbandes Mecklenburg-Vorpommern (Verein für deutsche Kulturbeziehungen im Ausland, vormals Verein für das Deutschtum im Ausland), seit 2000 ist er stellvertretender Vorsitzender der Naturforschenden Gesellschaft Mecklenburg und seit 2001 Stellvertretender Vorsitzender des Entomologischen Vereins Mecklenburg. In mehr als 850 wissenschaftlichen und populärwissenschaftlichen Publikationen beschrieb er u. a. zahlreiche neue Arten v. a. fossiler Insekten.

## Partei
Zessin war bis 2010 Mitglied der CDU.

## Abgeordneter
Zessin war von 1990 bis 1994 Mitglied des Landtags von Mecklenburg-Vorpommern und dort hochschulpolitischer Sprecher der CDU-Fraktion und Mitglied der Verfassungskommission.